# オッサーゴ・ロディジャーノ
オッサーゴ・ロディジャーノ（伊: Ossago Lodigiano）は、イタリア共和国ロンバルディア州ローディ県にある、人口約1,400人の基礎自治体（コムーネ）。

## 地理

### 位置・広がり

#### 隣接コムーネ
隣接するコムーネは以下の通り。
- ボルゲット・ロディジャーノ
- ブレンビオ
- カヴェナーゴ・ダッダ
- マイラーゴ
- マッサレンゴ
- サン・マルティーノ・イン・ストラーダ
- ヴィッラノーヴァ・デル・シッラロ

### 気候分類・地震分類
気候分類では、zona E, 2524 GGに分類される。
また、イタリアの地震リスク階級 (it) では、zona 3 (sismicità bassa) に分類される。